# Otoba glycycarpa
Otoba glycycarpa là một loài thực vật có hoa trong họ Myristicaceae. Loài này được (Ducke) W.A.Rodrigues & T.S.Jaram. mô tả khoa học đầu tiên năm 2000.